# Carpathonesticus cibiniensis
Carpathonesticus cibiniensis es una especie de araña araneomorfa del género Carpathonesticus, familia Nesticidae. Fue descrita científicamente por Weiss en 1981.
Se distribuye por Rumania. El cuerpo del macho mide aproximadamente 4,9 milímetros de longitud y la hembra 5 milímetros.